# James De Carle Sowerby

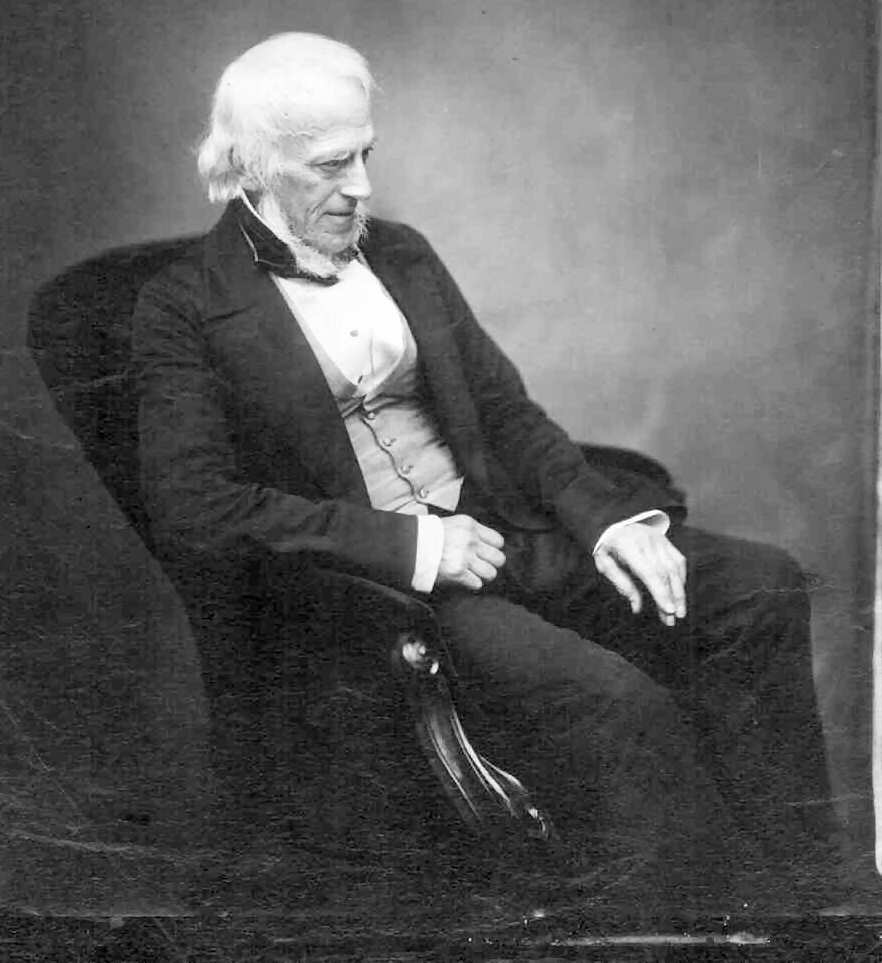
James De Carle Sowerby.

James De Carle Sowerby  (1787 — 1871) foi um mineralogista e ilustrador britânico.
A sua formação acadêmica foi em química. Com o seu irmão,  George Brettingham Sowerby I (1788-1854),  ele continuou a escrever a obra de seu pai, James Sowerby (1757-1822),  sobre as conchas fossilisadas da Grã-Bretanha sob o título Mineral Conchology of Great Britain.
Com o seu primo, ele fundou a Sociedade Real de Botânica, exercendo a função de  secretário durante 30 anos.